# Кос, Лиза
Лиза Кос (род. 26 мая 1981, Москва), настоящее имя — Елизавета («Лизуша») Костюк — российско‑немецкая комедиантка, кабаретистка и автор песен.

## Биография
Родилась в семье музыкального педагога и церковного музыканта Юрия Костюка и учительницы физики и английского Натальи (урождённой Сивковой). В 1996 году переехала с семьёй в Германию как контингентная беженка и обосновалась в Аахене. В 2010 году окончила обучение на специалиста по техническому дизайну.
С 2000 года по настоящее время проживает в Аахене, имеет сына.

## Карьера
В 2011 году выступала под сценическим именем «LIZUSHA» как автор-исполнитель песен, совмещая серьёзные и юмористические композиции. Позже полностью переключилась на юмористические мьюзик‑комедии под именем «Liza Kos». В мае 2015 года представила сольную программу Was glaub' ich, wer ich bin?!, после чего выступала на NightWash, Ladies Night (ARD) и других шоу. С августа 2016 ведёт ежемесячное живое шоу «KurArt – Comedy & Kabarett» в Аахене.
В апреле 2017 начала выступать как певица под именем «ALIZA», одновременно работает тренером по произношению.

## Программы
- 2015 — Was glaub' ich, wer ich bin?!
- 2022 — Intrigation – Russischer Döner mit Kartoffelsalat[5]

## Дискография
- 2012 — «Schnee im Herzen» (как «LIZUSHA»)
- 2015 — «Alles Liebe nachtragend!» (как «Liza Kos»)[5]

## Награды
- 2016: Kleinkunstpreis Ostfriesland (Лир)
- 2018: Paulaner Solo+ — 2-е место и Премия зрителей, Фюрстенфельдбрук
- 2020: Лауреат Kabarettpreis и Publikumspreis KIEP[5]

## Творческий стиль
Лиза Кос известна своей «мультикультурной» идентичностью: русской, турецкой и немецкой. Её программы — остроумные пародии на национальные стереотипы, где всегда присутствует яркая смена образов и языковая игра.